# Speers
Speers é um distrito localizado no estado norte-americano de Pensilvânia, no Condado de Washington.

## Demografia
Segundo o censo norte-americano de 2000, a sua população era de 1241 habitantes.
Em 2006, foi estimada uma população de 1186, um decréscimo de 55 (-4.4%).

## Geografia
De acordo com o United States Census Bureau tem uma área de
2,8 km², dos quais 2,5 km² cobertos por terra e 0,3 km² cobertos por água.

## Localidades na vizinhança
O diagrama seguinte representa as localidades num raio de 4 km ao redor de Speers.